# Acerra (bướm đêm)
Acerra là một chi bướm đêm thuộc họ Noctuidae.

## Các loài
- Acerra normalis Grote, 1874